# Grandeur (album)
Pour les articles homonymes, voir Grandeur.
Albums de Apollo Brown
Words Paint Pictures
(2015)
Grandeur est le sixième album studio d'Apollo Brown, sorti le 25 septembre 2015.
L'album s'est classé 23e au Top Heatseekers et 40e au Top R&B/Hip-Hop Albums.

## Liste des titres
| No  | Titre                                                   | Contient un (des) sample(s) de      | Durée |
| --- | ------------------------------------------------------- | ----------------------------------- | ----- |
| 1.  | Finally                                                 |                                     | 0:25  |
| 2.  | Neva Eva (featuring Barrel Brothers)                    |                                     | 3:19  |
| 3.  | What You Were Looking For (featuring Oddisee)           |                                     | 3:38  |
| 4.  | Detonate (featuring M.O.P.)                             | Isle of Sun d'Eloy                  | 3:16  |
| 5.  | Brass Tacks (featuring Chino XL et Finale)              |                                     | 3:04  |
| 6.  | There's Always Radio (featuring Evidence)               | In the Winter de Janis Ian          | 3:14  |
| 7.  | Still Standin' (featuring Rasheed Chappell)             |                                     | 3:04  |
| 8.  | The Hard Way (featuring Saga et Ty Farris)              |                                     | 3:17  |
| 9.  | Gettin' By (featuring Rapper Big Pooh et Dynasty)       |                                     | 3:21  |
| 10. | Enemies with Benefits (featuring Ras Kass)              | 'Cause I Love You de Lenny Williams | 3:12  |
| 11. | Walk with Me (featuring Blacastan et Vinnie Paz)        |                                     | 4:06  |
| 12. | Not That Guy (featuring Your Old Droog)                 | Memoirs of the Traveler des Jaggerz | 3:40  |
| 13. | Money (featuring Masta Ace et Wordsworth)               |                                     | 3:08  |
| 14. | Who's That (featuring Freddie Gibbs et Maffew Ragazino) |                                     | 3:23  |
| 15. | In the Moment (featuring O.C.)                          | Fantasy d'Earth Wind & Fire         | 4:22  |
| 16. | Triple Beams (featuring Planet Asia et Westside Gunn)   |                                     | 3:34  |
| 17. | Eachother (featuring Eternia)                           |                                     | 3:13  |
| 18. | Yesman Shit (featuring Reks et Sean Price)              |                                     | 3:23  |
| 19. | Checkered Flag (featuring Red Pill et Verbal Kent)      |                                     | 4:25  |